# Celaenia penna
Celaenia penna là một loài nhện trong họ Araneidae.
Loài này thuộc chi Celaenia. Celaenia penna được Arthur T. Urquhart. miêu tả năm 1887.